# Barbara Becker
Barbara Becker (ur. 12 grudnia 1946 w Gdyni) – polska chemiczka, profesor nauk chemicznych, popularyzatorka nauki. 

## Wykształcenie
Urodzona w 1946 r. w Gdyni. Szkołę średnią (II Liceum Ogólnokształcące im. A. Mickiewicza w Gdyni) ukończyła w roku 1964 i rozpoczęła studia na Wydziale Chemicznym Politechniki Gdańskiej. Studia ukończyła w 1969 roku, uzyskując stopień i tytuł mgr inż. chemii na specjalności lekkiej syntezy organicznej. W roku 1969 rozpoczęła także pracę w Katedrze Chemii Nieorganicznej Politechniki Gdańskiej, kolejno jako asystent stażysta, asystent i starszy asystent. Na przełomie lat 1975/76 odbyła czteromiesięczny staż naukowy w Uniwersytecie w Rostocku (Niemcy). W roku 1978 otrzymała stopień doktora nauk chemicznych (Wydział Chemiczny PG) na podstawie rozprawy doktorskiej Badanie przebiegu reakcji siarki z arylowodorosilanami oraz jej produktów – arylosilanotioli obronionej 25 stycznia i rozpoczęła pracę na stanowisku adiunkta. W latach 1983–1985 odbyła staż podoktorski w Département de Chimie Organique Fine, Laboratoire des Organométalliques, Université Montpellier II des Sciences et Techniques du Languedoc we Francji. Powróciła tam jeszcze we wrześniu 1993 roku jako visiting professor. W międzyczasie, w roku 1989, Rada Wydziału Chemicznego Politechniki Gdańskiej nadała jej stopień doktora habilitowanego w zakresie chemii organicznej na podstawie rozprawy zatytułowanej Reakcje siarki elementarnej z wodoro- i polisilanam. W latach 1991–1996 zatrudniona była na stanowisku profesora nadzwyczajnego PG. W roku 1993 odwiedziła Max-Planck-Institut für Festkörperforschung w Stuttgarcie (Niemcy), zaś w czerwcu 2001 roku, jako visiting scientist, przebywała w Institut für Anorganische Chemie, Rheinisch-Westfälischen Technische Hochschule w Aachen (także Niemcy). W latach 2007–2011 zatrudniona była na stanowisku profesora nadzwyczajnego PG. Tytuł naukowy profesora nauk chemicznych został jej nadany w roku 2008. W latach 2009–2017 kierowała Katedrą Chemii Nieorganicznej Politechniki Gdańskiej, w tym od 2012 roku jako profesor zwyczajny PG.

## Działalność popularyzatorska i organizacyjna
Kierownik 4 projektów badawczych oraz promotor 7 rozpraw doktorskich. Wzięła czynny udział w ponad 100 konferencjach naukowych – międzynarodowych i krajowych, prezentując blisko 200 komunikatów zjazdowych, za które kilkakrotnie. Jest autorką 127 publikacji, opublikowanych w zdecydowanej większości w czasopismach z listy filadelfijskiej, jak również prac w innych wydawnictwach. Otrzymała m.in. Złoty Krzyż Zasługi (1990), Medal Komisji Edukacji Narodowej (1999) czy Złoty medal za długoletnią służbę (2010), jak również wiele nagród Rektora PG – tak naukowych, jak i dydaktycznych. W latach 2002–2005 pełniła funkcję Prodziekana ds. Nauki Wydziału Chemicznego Politechniki Gdańskiej, zaś w latach 2009–2017 była Kierownikiem Katedry Chemii Nieorganicznej. Była również opiekunem naukowym koła naukowego „Hybryda” – Sekcji Studenckiej Oddziału Gdańskiego Polskiego Towarzystwa Chemicznego, od momentu jej powstania w 2003 roku do 2016 roku. W latach 2009–2016 pełniła funkcję wiceprzewodniczącej Oddziału Gdańskiego Polskiego Towarzystwa Chemicznego, zaś od 2016 roku funkcję Przewodniczącej tego oddziału. Recenzentka licznych prac naukowych w czasopismach z listy filadelfijskiej, prac doktorskich, habilitacyjnych, jak również w postępowaniu w sprawie nadania tytułu profesora.
Wygłosiła ponad setkę wykładów popularno-naukowych na zaproszenie (Centrum Edukacji Nauczycieli, Centrum Nauki Experyment, liczne szkoły, Uczelnie) oraz podczas Bałtyckiego Festiwalu Nauki, wiele z nich było wzbogaconych pokazami reakcji chemicznych.
Wśród wypromowanych przez nią doktorów są Jarosław Chojnacki (1998), Agnieszka Pladzyk (2003) i Katarzyna Kazimierczuk (2004) i Andrzej Okuniewski (2015).